# Nesvačily (Všelibice)
Nesvačily (německy Neswatschil) je malá vesnice, část obce Všelibice v okrese Liberec. Nachází se asi pět kilometrů jižně od Všelibic. Nesvačily leží v katastrálním území Nesvačily u Všelibic o rozloze 1,52 km².

## Historie
První písemná zmínka o vesnici pochází z roku 1389.